# لا سیرا (کائوکا)
لا سیرا (انگلیسی: La Sierra, Cauca) نام شهری در کشور کلمبیا است.